# Боулз, Эрскин
Эрскин Бойс Боулз (англ. Erskine Boyce Bowles; род. 8 августа 1945, Гринсборо, Северная Каролина) — американский бизнесмен и политик-демократ. Глава администрации президента США Билла Клинтона с 1997 по 1998 год и ректор Университета Северной Каролины с 2005 по 2010 год.

## Биография
Боулз получил степень бакалавра в Университете Северной Каролины, Чапел-Хилл. Затем он служил в береговой охране США и получил степень магистра делового администрирования в Колумбийской бизнес-школе. Затем он работал в финансовом доме Morgan Stanley в Нью-Йорке. Он женился в 1971 году на Крэндалл Клоуз, имеет троих детей. Эрскин Боулз в 1972 году участвовал в неудачной избирательной кампании своего отца Шкипера Боулза на должность губернатора Северной Каролины. В 1975 году Боулз стал одним из основателей инвестиционной фирмы Bowles Hollowell Conner.
Он принимал участие в президентской кампании Билла Клинтона во время избирательной гонки в 1992 году. Боулз был заместителем главы Администрации Президента США с 1994 по 1995 год. Некоторое время он снова работал в финансовой отрасли.
Боулз два раза пытался стать членом Сената США, но оба раза проиграл (в 2002 — Элизабет Доул, а в 2004 — Ричарду Бёрру).